# Frontière entre l'Ouzbékistan et le Tadjikistan
La frontière entre l'Ouzbékistan et le Tadjikistan est la frontière séparant l'Ouzbékistan et le Tadjikistan. Les frontières sont formées en 1991 à la suite de la dislocation de l'URSS. Depuis, des tensions existent entre les deux pays qui revendiquent traditionnellement Boukhara et Samarcande. Le président Shavkat Mirziyoyev s'est engagé à améliorer les relations avec le Tadjikistan.